# Rumoka (gromada)
Rumoka – dawna gromada, czyli najmniejsza jednostka podziału terytorialnego Polskiej Rzeczypospolitej Ludowej w latach 1954–1972.
Gromady, z gromadzkimi radami narodowymi (GRN) jako organami władzy najniższego stopnia na wsi, funkcjonowały od reformy reorganizującej administrację wiejską przeprowadzonej jesienią 1954 do momentu ich zniesienia z dniem 1 stycznia 1973, tym samym wypierając organizację gminną w latach 1954–1972.
Gromadę Rumoka z siedzibą GRN w Rumoce utworzono – jako jedną z 8759 gromad na obszarze Polski – w powiecie mławskim w woj. warszawskim, na mocy uchwały nr VI/10/8/54 WRN w Warszawie z dnia 5 października 1954. W skład jednostki weszły obszary dotychczasowych gromad Dobrowola, Niegocin, Rumoka i Zawady ze zniesionej gminy Turza w tymże powiecie. Dla gromady ustalono 18 członków gromadzkiej rady narodowej.
31 grudnia 1959 1 stycznia 1960 z gromady Rumoka wyłączono wieś Niegocin i wieś Zawady, włączając ją do gromady Lipowiec Kościelny oraz wieś Zawady-Grędek, włączając ją do gromady Szreńsk w tymże powiecie, po czym gromadę Rumoka zniesiono a jej (pozostały) obszar włączono do gromady Turza Mała tamże (podkreślone i wykreślone zmiany retroaktywnie określone uchwałami z 25 lutego 1960).